# Stryker (Ohio)
Pour les articles homonymes, voir Stryker (homonymie).
Stryker est un village américain situé dans le comté de Williams, dans l'Ohio. Selon le recensement de 2010, sa population est de 1 335 habitants.